# Carlos Albert Llorente
Carlos Albert Llorente (* 10. Juli 1943 in Mexiko-Stadt) ist ein ehemaliger mexikanischer Fußballspieler auf der Position eines Verteidigers.

## Laufbahn
Carlos Albert verbrachte seine gesamte Profikarriere von 1961 bis 1971 beim damals noch in seiner Geburtsstadt beheimateten Club Necaxa, mit dem er in der Saison 1965/66 den mexikanischen Pokalwettbewerb und anschließend auch den Supercup gewann.
Für die mexikanische Fußball-Olympiaauswahl nahm Carlos Albert am olympischen Fußballturnier der Olympischen Sommerspiele von 1964 in Tokio teil und bestritt das letzte Gruppenspiel gegen die Olympiaauswahl der DDR, das 0:2 verloren wurde.
Zwischen dem 12. März 1967 (4:0 gegen Trinidad und Tobago) und dem 30. Januar 1968 (3:0 gegen Kolumbien) bestritt Carlos Albert auch drei Länderspiele für die
mexikanische A-Nationalmannschaft, die allesamt gewonnen wurden (dazwischen fand ein weiteres Spiel gegen Kolumbien statt, das mit dem Ergebnis von 3:1 für Mexiko endete).

## Erfolge
- Mexikanischer Pokalsieger: 1966
- Mexikanischer Supercup: 1966